# دافی (تربت حیدریه)
دافی نام روستایی از توابع بخش کدکن شهرستان تربت حیدریه در استان خراسان رضوی است. این روستا در دهستان کدکن قرار دارد و براساس سرشماری مرکز آمار ایران در سال ۱۳۸۵، جمعیت آن ۱٬۸۴۵ نفر (۳۹۰ خانوار) بوده است.